# Élections présidentielles sous la Cinquième République dans la Sarthe
Depuis l'adoption de la Constitution de la Cinquième République française en 1958, dix élections présidentielles ont eu lieu afin d'élire le président de la République. Cette page présente les résultats de ces élections dans la Sarthe.

## Synthèse des résultats du second tour
Hormis lors du scrutin de 1995 où le département a placé en tête Lionel Jospin (50,79 %) devant Jacques Chirac (49,21 %), le département vote en général selon la tendance nationale. En 2017 et en 2022, Emmanuel Macron obtient 3 points de moins qu'au niveau national.
| 2022 | Emmanuel Macron (55,41 %) (France : 58,55 %) | Marine Le Pen (44,59%) (France : 41,45 %) | 74,81 % (France : 71,99 %) | 6,83 % (France : 6,23 %) |

| 2017 | Emmanuel Macron (63,33 %) (France : 66,10 %) | Marine Le Pen (36,67 %) (France : 33,90 %) | 76,7 % (France : 77,77 %) | 2,32 % (France : 2,47 %) |

| 2012 | François Hollande (52,67 %) (France : 51,64 %) | Nicolas Sarkozy (47,33 %) (France : 48,36 %) | 82,17 % (France : 80,35 %) | 2,46 % (France : 5,82 %) |

| 2007 | Nicolas Sarkozy (50,42 %) (France : 53,06 %) | Ségolène Royal (49,58 %) (France : 46,94 %) | 84,97 % (France : 83,97 %) | 2,08 % (France : 4,20 %) |

| 2002 | Jacques Chirac (84,43 %) (France : 82,21 %) | J.-M. Le Pen (15,57 %) (France : 17,79 %) | 72,25 % (France : 79,71 %) | 4,86 % (France : 3,38 %) |

| 1995 | Jacques Chirac (49,21 %) (France : 52,64 %) | Lionel Jospin (50,79 %) (France : 47,36 %) | 80,43 % (France : 78,38 %) | 3,91 % (France : 2,81 %) |

| 1988 | François Mitterrand (57,93 %) (France : 54,02 %) | Jacques Chirac (42,07 %) (France : 45,98 % %) | 82,13 % (France : 81,35 %) | 2,78 % (France : 2,00 %) |

| 1981 | François Mitterrand (50,69 %) (France : 51,76 %) | Valéry Giscard d'Estaing (49,31 %) (France : 48,24 %) | 83,28 % (France : 81,09 %) | 1,87 % (France : 1,62 %) |

| 1974 | Valéry Giscard d'Estaing (51,4 %) (France : 50,81 %) | François Mitterrand (48,6 %) (France : 49,19 %) | 85,88 % (France : 84,23 %) | 1,04 % (France : 0,92 %) |

| 1969 | Georges Pompidou (54,1 %) (France : 58,21 %) | Alain Poher (45,9 %) (France : 41,79 %) | 78,28 % (France : 77,59 %) | 1,45 % (France : 1,29 %) |

| 1965 | Charles de Gaulle (53,55 %) (France : 55,20 %) | François Mitterrand (46,45 %) (France : 44,80 %) | 85,24 % (France : 84,75 %) | 1,23 % (France : 1,01 %) |

|  | ▲ |

## Résultats détaillés par scrutin

### 2022
Arrivé en tête du premier tour, le président sortant Emmanuel Macron (27,85 %) affronte Marine Le Pen (23,15 %), un duel identique à celui du scrutin de 2017. C'est la deuxième fois qu'un second tour opposant les mêmes candidats à deux scrutins présidentiels consécutifs a lieu après ceux où se sont affrontés Valéry Giscard d'Estaing et François Mitterrand en 1974 et 1981.
En troisième position avec 21,95 % des voix, Jean-Luc Mélenchon réalise le score le plus élevé de ses trois candidatures et arrive largement en tête de la gauche, mais échoue à accéder au second tour, avec environ 400 000 voix de moins que Marine Le Pen.
Une nouvelle fois, les partis politiques traditionnels sont absents du second tour, dans des proportions encore plus importantes que lors de la précédente élection. Le Parti socialiste et Les Républicains, représentés respectivement par Anne Hidalgo et Valérie Pécresse, s'effondrent avec des scores historiquement faibles et n'atteignent pas le seuil des 5 %, condition permettant d'être remboursé des frais de campagne.
Le second tour voit Emmanuel Macron l'emporter par 58,55 % des suffrages exprimés, permettant ainsi au président sortant d'entamer un second mandat. Le septennat ayant été aboli en 2000, il devient ainsi le premier président de la République française à être réélu pour un deuxième quinquennat, le deuxième président de la Cinquième République réélu hors période de cohabitation et le quatrième président de la Cinquième République réélu.
Dans la Sarthe, Emmanuel Macron arrive en tête du premier tour avec 28,24% des exprimés, suivi de Marine Le Pen (27,68%), Jean-Luc Mélenchon(18,26%), Éric Zemmour (5,46%) et Valérie Pécresse (5,36%). Au second tour, les électeurs ont votés à 55,41% pour Emmanuel contre 44,59% pour Marine Le Pen avec un taux de participation de 74,81% des inscrits.
| Candidats                | Candidats                | Partis                   | Premier tour | Premier tour | Second tour | Second tour |
| Candidats                | Candidats                | Partis                   | Voix         | %            | Voix        | %           |
| ------------------------ | ------------------------ | ------------------------ | ------------ | ------------ | ----------- | ----------- |
|                          | Emmanuel Macron          | LREM                     | 83 876       | 28,24        | 154 909     | 55,41       |
|                          | Marine Le Pen            | RN                       | 82 234       | 27,68        | 124 658     | 44,59       |
|                          | Jean-Luc Mélenchon       | LFI                      | 54 244       | 18,26        |             |             |
|                          | Éric Zemmour             | REC                      | 16 218       | 5,46         |             |             |
|                          | Valérie Pécresse         | LR                       | 15 937       | 5,36         |             |             |
|                          | Yannick Jadot            | EELV                     | 13 541       | 4,56         |             |             |
|                          | Jean Lassalle            | RES                      | 7 546        | 2,54         |             |             |
|                          | Fabien Roussel           | PCF                      | 6 908        | 2,33         |             |             |
|                          | Nicolas Dupont-Aignan    | DLF                      | 6 494        | 2,19         |             |             |
|                          | Anne Hidalgo             | PS                       | 5 409        | 1,82         |             |             |
|                          | Philippe Poutou          | NPA                      | 2 505        | 0,84         |             |             |
|                          | Nathalie Arthaud         | LO                       | 2 150        | 0,72         |             |             |
|                          |                          |                          |              |              |             |             |
| Votes valides            | Votes valides            | Votes valides            | 297 062      | 97,13        | 279 567     | 90,87       |
| Votes blancs             | Votes blancs             | Votes blancs             | 6 694        | 2,19         | 22 334      | 7,26        |
| Votes nuls               | Votes nuls               | Votes nuls               | 2 098        | 0,69         | 5 771       | 1,88        |
| Total                    | Total                    | Total                    | 305 854      | 100          | 307 672     | 100         |
| Abstention               | Abstention               | Abstention               | 105 454      | 25,64        | 103 599     | 25,19       |
| Inscrits / participation | Inscrits / participation | Inscrits / participation | 411 308      | 74,36        | 411 271     | 74,81       |

### 2017
Le premier tour de l'élection présidentielle de 2017 voit s'affronter onze candidats. Emmanuel Macron arrive en tête devant Marine Le Pen et tous deux se qualifient pour le second tour. Néanmoins, avec François Fillon et Jean-Luc Mélenchon, les scores des quatre candidats ayant recueilli le plus de voix sont serrés (4,43 points entre le 1er et le 4e). Pour la première fois, aucun des candidats des deux partis politiques pourvoyeurs jusque-là des présidents de la Ve République, n'est présent au second tour. Celui-ci se tient le dimanche 7 mai et se solde par la victoire d'Emmanuel Macron, avec un total de 20 753 798 bulletins de vote en sa faveur, soit 66,10 % des suffrages exprimés, face à la candidate du Front national, qui recueille 33,90 %. Le scrutin est néanmoins marqué par une forte abstention et par un record de votes blancs ou nuls.
Dans la Sarthe, François Fillon arrive en tête du premier tour avec 28,61 % des exprimés, suivi de Marine Le Pen (20,8 %), Emmanuel Macron (20,04 %), Jean-Luc Mélenchon (17,63 %) et Benoît Hamon (5,33 %). Au second tour, les électeurs ont votés à 63,33 % pour Emmanuel Macron contre 36,67 % pour Marine Le Pen avec un taux de participation de 76,7 % des inscrits.
|             | LR          | François Fillon       | 92 261  | 28,61 %    |         |            |  |  |
|             | FN          | Marine Le Pen         | 67 083  | 20,8 %     | 98 523  | 36,67 %    |  |  |
|             | EM          | Emmanuel Macron       | 64 618  | 20,04 %    | 170 153 | 63,33 %    |  |  |
|             | LFi         | Jean-Luc Mélenchon    | 56 851  | 17,63 %    |         |            |  |  |
|             | PS          | Benoît Hamon          | 17 195  | 5,33 %     |         |            |  |  |
|             | DlF         | Nicolas Dupont-Aignan | 13 657  | 4,24 %     |         |            |  |  |
|             | NPA         | Philippe Poutou       | 3 565   | 1,11 %     |         |            |  |  |
|             | LO          | Nathalie Arthaud      | 2 452   | 0,76 %     |         |            |  |  |
|             | RES         | Jean Lassalle         | 2 141   | 0,66 %     |         |            |  |  |
|             | UPR         | François Asselineau   | 2 074   | 0,64 %     |         |            |  |  |
|             | SeP         | Jacques Cheminade     | 547     | 0,17 %     |         |            |  |  |
|             |             |                       |         |            |         |            |  |  |
|             |             |                       | Nombre  | % inscrits | Nombre  | % inscrits |  |  |
| Inscrits    | Inscrits    | Inscrits              | 405 440 |            | 405 623 |            |  |  |
| Abstentions | Abstentions | Abstentions           | 73 577  | 18,15 %    | 94 499  | 23,3 %     |  |  |
| Votants     | Votants     | Votants               | 331 863 | 81,85 %    | 311 124 | 76,7 %     |  |  |
|             |             |                       |         |            |         |            |  |  |
|             |             |                       |         | % votants  |         | % votants  |  |  |
| Blancs      | Blancs      | Blancs                | 7 302   | 1,8 %      | 33 558  | 8,27 %     |  |  |
| Nuls        | Nuls        | Nuls                  | 2 117   | 0,52 %     | 8 890   | 2,19 %     |  |  |
| Exprimés    | Exprimés    | Exprimés              | 322 444 | 79,53 %    | 268 676 | 66,24 %    |  |  |

### 2012
Hollande, désigné par le PS à la suite d'une primaire ouverte, devance Sarkozy dès le premier tour de l'élection présidentielle de 2012 : c'est la première fois qu'un président sortant est ainsi devancé. Au second tour, Sarkozy est battu mais par un écart plus faible qu'attendu.
Dans la Sarthe, François Hollande arrive en tête du premier tour avec 28,13 % des exprimés, suivi de Nicolas Sarkozy (26,43 %), Marine Le Pen (19,17 %), Jean-Luc Mélenchon (10,78 %) et François Bayrou (9,14 %). Au second tour, les électeurs ont voté à 52,67 % pour François Hollande contre 47,33 % pour Nicolas Sarkozy avec un taux de participation de 81,64 % des inscrits.
|                | PS             | François Hollande     | 91 722  | 28,13 %    | 162 975 | 52,67 %    |  |  |
|                | UMP            | Nicolas Sarkozy       | 86 174  | 26,43 %    | 146 454 | 47,33 %    |  |  |
|                | FN             | Marine Le Pen         | 62 516  | 19,17 %    |         |            |  |  |
|                | FG             | Jean-Luc Mélenchon    | 35 143  | 10,78 %    |         |            |  |  |
|                | MoDem          | François Bayrou       | 29 802  | 9,14 %     |         |            |  |  |
|                | DLF            | Nicolas Dupont-Aignan | 7 012   | 2,15 %     |         |            |  |  |
|                | EELV           | Éva Joly              | 6 153   | 1,89 %     |         |            |  |  |
|                | NPA            | Philippe Poutou       | 4 379   | 1,34 %     |         |            |  |  |
|                | LO             | Nathalie Arthaud      | 2 452   | 0,75 %     |         |            |  |  |
|                | S&P            | Jacques Cheminade     | 749     | 0,23 %     |         |            |  |  |
|                |                |                       |         |            |         |            |  |  |
|                |                |                       | Nombre  | % inscrits | Nombre  | % inscrits |  |  |
| Inscrits       | Inscrits       | Inscrits              | 406 858 |            | 406 896 |            |  |  |
| Abstentions    | Abstentions    | Abstentions           | 72 523  | 17,83 %    | 74 708  | 18,36 %    |  |  |
| Votants        | Votants        | Votants               | 334 335 | 82,17 %    | 332 188 | 81,64 %    |  |  |
|                |                |                       |         |            |         |            |  |  |
|                |                |                       |         | % votants  |         | % votants  |  |  |
| Blancs ou nuls | Blancs ou nuls | Blancs ou nuls        | 8 233   | 2,46 %     | 22 759  | 6,85 %     |  |  |
| Exprimés       | Exprimés       | Exprimés              | 326 102 | 97,54 %    | 309 429 | 97,54 %    |  |  |

### 2007
Au premier tour de l'élection présidentielle de 2007, Sarkozy réussit à capter une partie des voix de Le Pen et arrive largement en tête. Royal est la première femme qualifiée pour le second tour d'une élection présidentielle. Elle est battue avec une avance de 6 points.
Dans la Sarthe, Nicolas Sarkozy arrive en tête du premier tour avec 29,02 % des exprimés, suivi de Ségolène Royal (25,48 %), François Bayrou (18,33 %), Jean-Marie Le Pen (10,48 %) et Olivier Besancenot (5,35 %). Au second tour, les électeurs ont voté à 50,42 % pour Nicolas Sarkozy contre 49,58 % pour Ségolène Royal avec un taux de participation de 84,3 % des inscrits.
|                | UMP            | Nicolas Sarkozy      | 96 903  | 29,02 %    | 162 465 | 50,42 %    |  |  |
|                | PS             | Ségolène Royal       | 85 077  | 25,48 %    | 159 735 | 49,58 %    |  |  |
|                | UDF            | François Bayrou      | 61 200  | 18,33 %    |         |            |  |  |
|                | FN             | Jean-Marie Le Pen    | 34 994  | 10,48 %    |         |            |  |  |
|                | LCR            | Olivier Besancenot   | 17 862  | 5,35 %     |         |            |  |  |
|                | MPF            | Philippe de Villiers | 12 145  | 3,64 %     |         |            |  |  |
|                | GPA            | Marie-George Buffet  | 5 765   | 1,73 %     |         |            |  |  |
|                | Les Verts      | Dominique Voynet     | 5 590   | 1,67 %     |         |            |  |  |
|                | LO             | Arlette Laguiller    | 5 476   | 1,64 %     |         |            |  |  |
|                | SE             | José Bové            | 4 386   | 1,31 %     |         |            |  |  |
|                | CPNT           | Frédéric Nihous      | 3 282   | 0,98 %     |         |            |  |  |
|                | CNRSP          | Gérard Schivardi     | 1 244   | 0,37 %     |         |            |  |  |
|                |                |                      |         |            |         |            |  |  |
|                |                |                      | Nombre  | % inscrits | Nombre  | % inscrits |  |  |
| Inscrits       | Inscrits       | Inscrits             | 401 328 |            | 401 318 |            |  |  |
| Abstentions    | Abstentions    | Abstentions          | 60 320  | 15,03 %    | 62 997  | 15,7 %     |  |  |
| Votants        | Votants        | Votants              | 341 008 | 84,97 %    | 338 321 | 84,3 %     |  |  |
|                |                |                      |         |            |         |            |  |  |
|                |                |                      |         | % votants  |         | % votants  |  |  |
| Blancs ou nuls | Blancs ou nuls | Blancs ou nuls       | 7 084   | 2,08 %     | 16 121  | 4,77 %     |  |  |
| Exprimés       | Exprimés       | Exprimés             | 333 924 | 97,92 %    | 322 200 | 95,23 %    |  |  |

### 2002
Après cinq années de cohabitation, un duel est attendu entre Chirac et le Premier ministre Jospin lors de l'élection présidentielle de 2002, mais, à la surprise générale, ce dernier est devancé par Le Pen au premier tour. Au second tour, Chirac bénéficie du ralliement de la gauche et reçoit un score sans précédent. Il s'agit de la première élection pour un mandat de cinq ans et non plus sept.
Dans la Sarthe, Jacques  Chirac arrive en tête du premier tour avec 21,27 % des exprimés, suivi de Lionel  Jospin (16,65 %), Jean-Marie  Le Pen (15,01 %), Arlette Laguiller (7,36 %) et François Bayrou (6,24 %). Au second tour, les électeurs ont voté à 84,43 % pour Jacques  Chirac contre 15,57 % pour Jean-Marie  Le Pen avec un taux de participation de 80,57 % des inscrits.
|                | RPR            | Jacques Chirac          | 56 352  | 21,27 %    | 246 346 | 84,43 %    |  |  |
|                | PS             | Lionel Jospin           | 44 115  | 16,65 %    |         |            |  |  |
|                | FN             | Jean-Marie Le Pen       | 39 762  | 15,01 %    | 45 429  | 15,57 %    |  |  |
|                | LO             | Arlette Laguiller       | 19 496  | 7,36 %     |         |            |  |  |
|                | UDF            | François Bayrou         | 16 526  | 6,24 %     |         |            |  |  |
|                | Les Verts      | Noël Mamère             | 14 120  | 5,33 %     |         |            |  |  |
|                | LCR            | Olivier Besancenot      | 13 626  | 5,14 %     |         |            |  |  |
|                | MC             | Jean-Pierre Chevènement | 12 428  | 4,69 %     |         |            |  |  |
|                | CPNT           | Jean Saint-Josse        | 9 688   | 3,66 %     |         |            |  |  |
|                | DL             | Alain Madelin           | 9 605   | 3,63 %     |         |            |  |  |
|                | PC             | Robert Hue              | 8 730   | 3,3 %      |         |            |  |  |
|                | MNR            | Bruno Mégret            | 5 463   | 2,06 %     |         |            |  |  |
|                | Cap21          | Corinne Lepage          | 5 367   | 2,03 %     |         |            |  |  |
|                | PRG            | Christiane Taubira      | 4 643   | 1,75 %     |         |            |  |  |
|                | FRS            | Christine Boutin        | 3 362   | 1,27 %     |         |            |  |  |
|                | PT             | Daniel Gluckstein       | 1 633   | 0,62 %     |         |            |  |  |
|                |                |                         |         |            |         |            |  |  |
|                |                |                         | Nombre  | % inscrits | Nombre  | % inscrits |  |  |
| Inscrits       | Inscrits       | Inscrits                | 385 397 |            | 385 345 |            |  |  |
| Abstentions    | Abstentions    | Abstentions             | 106 950 | 27,75 %    | 74 877  | 19,43 %    |  |  |
| Votants        | Votants        | Votants                 | 278 447 | 72,25 %    | 310 468 | 80,57 %    |  |  |
|                |                |                         |         |            |         |            |  |  |
|                |                |                         |         | % votants  |         | % votants  |  |  |
| Blancs ou nuls | Blancs ou nuls | Blancs ou nuls          | 13 531  | 4,86 %     | 18 693  | 6,02 %     |  |  |
| Exprimés       | Exprimés       | Exprimés                | 264 916 | 95,14 %    | 291 775 | 93,98 %    |  |  |

### 1995
Après une nouvelle cohabitation et alors que la droite est particulièrement divisée entre Chirac et le Premier ministre Balladur, Jospin réussit à arriver en tête au premier tour de l'élection présidentielle de 1995, malgré la très lourde défaite de la gauche aux législatives de 1993. Au second tour, il est battu par Chirac.
Dans la Sarthe, Lionel Jospin arrive en tête du premier tour avec 23,48 % des exprimés, suivi d'Édouard Balladur (21,63 %), Jacques Chirac (18,76 %), Jean-Marie Le Pen (11,43 %) et Robert Hue (8,67 %). Au second tour, les électeurs ont voté à 50,79 % pour Lionel Jospin contre 49,21 % pour Jacques Chirac avec un taux de participation de 80 % des inscrits.
|                | PS             | Lionel Jospin        | 68 714  | 23,48 %    | 144 695 | 50,79 %    |  |  |
|                | RPR            | Édouard Balladur     | 63 289  | 21,63 %    |         |            |  |  |
|                | RPR            | Jacques Chirac       | 54 907  | 18,76 %    | 140 184 | 49,21 %    |  |  |
|                | FN             | Jean-Marie Le Pen    | 33 445  | 11,43 %    |         |            |  |  |
|                | PC             | Robert Hue           | 25 365  | 8,67 %     |         |            |  |  |
|                | MPF            | Philippe de Villiers | 17 897  | 6,12 %     |         |            |  |  |
|                | LO             | Arlette Laguiller    | 17 368  | 5,94 %     |         |            |  |  |
|                | Les Verts      | Dominique Voynet     | 10 682  | 3,65 %     |         |            |  |  |
|                | S&P            | Jacques Cheminade    | 937     | 0,32 %     |         |            |  |  |
|                |                |                      |         |            |         |            |  |  |
|                |                |                      | Nombre  | % inscrits | Nombre  | % inscrits |  |  |
| Inscrits       | Inscrits       | Inscrits             | 378 616 |            | 378 348 |            |  |  |
| Abstentions    | Abstentions    | Abstentions          | 74 106  | 19,57 %    | 75 680  | 20 %       |  |  |
| Votants        | Votants        | Votants              | 304 510 | 80,43 %    | 302 668 | 80 %       |  |  |
|                |                |                      |         |            |         |            |  |  |
|                |                |                      |         | % votants  |         | % votants  |  |  |
| Blancs ou nuls | Blancs ou nuls | Blancs ou nuls       | 11 906  | 3,91 %     | 17 789  | 5,88 %     |  |  |
| Exprimés       | Exprimés       | Exprimés             | 292 604 | 96,09 %    | 284 879 | 94,12 %    |  |  |

### 1988
Après deux ans de cohabitation, Mitterrand affronte le Premier ministre Chirac lors de l'élection présidentielle de 1988. Le Pen obtient au premier tour un score jusque-là sans précédent pour un parti d'extrême droite. Au second tour, Mitterrand est facilement réélu.
Dans la Sarthe, François Mitterrand arrive en tête du premier tour avec 38,09 % des exprimés, suivi de Jacques Chirac (19,32 %), Raymond Barre (18,15 %), Jean-Marie Le Pen (9,34 %) et André Lajoinie (6,16 %). Au second tour, les électeurs ont voté à 57,93 % pour François Mitterrand contre 42,07 % pour Jacques Chirac avec un taux de participation de 84,71 % des inscrits.
|                | PS                    | François Mitterrand | 110 379 | 38,09 %    | 171 521 | 57,93 %    |  |  |
|                | RPR                   | Jacques Chirac      | 55 993  | 19,32 %    | 124 583 | 42,07 %    |  |  |
|                | SE                    | Raymond Barre       | 52 584  | 18,15 %    |         |            |  |  |
|                | FN                    | Jean-Marie Le Pen   | 27 077  | 9,34 %     |         |            |  |  |
|                | PC                    | André Lajoinie      | 17 863  | 6,16 %     |         |            |  |  |
|                | Les Verts             | Antoine Waechter    | 10 551  | 3,64 %     |         |            |  |  |
|                | LO                    | Arlette Laguiller   | 7 708   | 2,66 %     |         |            |  |  |
|                | Communiste rénovateur | Pierre Juquin       | 6 256   | 2,16 %     |         |            |  |  |
|                | MPT                   | Pierre Boussel      | 1 370   | 0,47 %     |         |            |  |  |
|                |                       |                     |         |            |         |            |  |  |
|                |                       |                     | Nombre  | % inscrits | Nombre  | % inscrits |  |  |
| Inscrits       | Inscrits              | Inscrits            | 362 926 |            | 362 781 |            |  |  |
| Abstentions    | Abstentions           | Abstentions         | 64 871  | 17,87 %    | 55 460  | 15,29 %    |  |  |
| Votants        | Votants               | Votants             | 298 055 | 82,13 %    | 307 321 | 84,71 %    |  |  |
|                |                       |                     |         |            |         |            |  |  |
|                |                       |                     |         | % votants  |         | % votants  |  |  |
| Blancs ou nuls | Blancs ou nuls        | Blancs ou nuls      | 8 274   | 2,78 %     | 11 217  | 3,65 %     |  |  |
| Exprimés       | Exprimés              | Exprimés            | 289 781 | 97,22 %    | 296 104 | 96,35 %    |  |  |

### 1981
Lors de l'élection présidentielle de 1981, Giscard d'Estaing arrive en tête au premier tour et affronte, comme la fois précédente, Mitterrand. Pour la première fois, un président sortant est battu : Mitterrand devient le premier président de gauche de la Ve République.
Dans la Sarthe, Valéry Giscard d'Estaing arrive en tête du premier tour avec 30,84 % des exprimés, suivi de François Mitterrand (25,61 %), Jacques Chirac (17,31 %), Georges Marchais (14,17 %) et Brice Lalonde (3,48 %). Au second tour, les électeurs ont voté à 51,4 % pour François Mitterrand contre 49,31 % pour Valéry Giscard d'Estaing avec un taux de participation de 87,72 % des inscrits.
|                | UDF            | Valéry Giscard d'Estaing | 87 241  | 30,84 %    | 145 307 | 49,31 %    |  |  |
|                | PS             | François Mitterrand      | 72 453  | 25,61 %    | 149 377 | 50,69 %    |  |  |
|                | RPR            | Jacques Chirac           | 48 978  | 17,31 %    |         |            |  |  |
|                | PC             | Georges Marchais         | 40 089  | 14,17 %    |         |            |  |  |
|                | MEP            | Brice Lalonde            | 9 832   | 3,48 %     |         |            |  |  |
|                | LO             | Arlette Laguiller        | 7 751   | 2,74 %     |         |            |  |  |
|                | MRG            | Michel Crépeau           | 6 129   | 2,17 %     |         |            |  |  |
|                | Divers droite  | Michel Debré             | 4 445   | 1,57 %     |         |            |  |  |
|                | Divers droite  | Marie-France Garaud      | 3 019   | 1,07 %     |         |            |  |  |
|                | PSU            | Huguette Bouchardeau     | 2 941   | 1,04 %     |         |            |  |  |
|                |                |                          |         |            |         |            |  |  |
|                |                |                          | Nombre  | % inscrits | Nombre  | % inscrits |  |  |
| Inscrits       | Inscrits       | Inscrits                 | 346 161 |            | 345 601 |            |  |  |
| Abstentions    | Abstentions    | Abstentions              | 57 883  | 16,72 %    | 42 443  | 12,28 %    |  |  |
| Votants        | Votants        | Votants                  | 288 278 | 83,28 %    | 303 158 | 87,72 %    |  |  |
|                |                |                          |         |            |         |            |  |  |
|                |                |                          |         | % votants  |         | % votants  |  |  |
| Blancs ou nuls | Blancs ou nuls | Blancs ou nuls           | 5 400   | 1,87 %     | 8 474   | 2,8 %      |  |  |
| Exprimés       | Exprimés       | Exprimés                 | 282 878 | 98,13 %    | 294 684 | 97,2 %     |  |  |

### 1974
L'élection présidentielle de 1974 est une élection anticipée à la suite de la mort de Pompidou. Mitterrand, candidat unique de la gauche, est largement en tête au premier tour devant Giscard d'Estaing, qui distance lui-même Chaban-Delmas. Au terme d'une campagne animée, marquée par un débat télévisé tendu, Giscard d'Estaing l'emporte avec une très courte avance.
Dans la Sarthe, François Mitterrand arrive en tête du premier tour avec 41,42 % des exprimés, suivi de Valéry Giscard d'Estaing (31,13 %), Jacques Chaban-Delmas (15,41 %), Jean Royer (6,49 %) et Arlette Laguiller (2,64 %). Au second tour, les électeurs ont voté à 51,4 % pour Valéry Giscard d'Estaing contre 48,6 % pour François Mitterrand avec un taux de participation de 88,47 % des inscrits.
|                | PS             | François Mitterrand      | 100 748 | 41,42 %    | 121 294 | 48,6 %     |  |  |
|                | RI             | Valéry Giscard d'Estaing | 75 709  | 31,13 %    | 128 269 | 51,4 %     |  |  |
|                | UDR            | Jacques Chaban-Delmas    | 37 471  | 15,41 %    |         |            |  |  |
|                | SE             | Jean Royer               | 15 779  | 6,49 %     |         |            |  |  |
|                | LO             | Arlette Laguiller        | 6 429   | 2,64 %     |         |            |  |  |
|                | SE, écologiste | René Dumont              | 2 517   | 1,03 %     |         |            |  |  |
|                | MDSF           | Émile Muller             | 1 390   | 0,57 %     |         |            |  |  |
|                | FN             | Jean-Marie Le Pen        | 1 376   | 0,57 %     |         |            |  |  |
|                | FCR            | Alain Krivine            | 725     | 0,3 %      |         |            |  |  |
|                | NAR            | Bertrand Renouvin        | 492     | 0,2 %      |         |            |  |  |
|                | MFE            | Jean-Claude Sebag        | 441     | 0,18 %     |         |            |  |  |
|                |                |                          |         |            |         |            |  |  |
|                |                |                          | Nombre  | % inscrits | Nombre  | % inscrits |  |  |
| Inscrits       | Inscrits       | Inscrits                 | 286 188 |            | 286 025 |            |  |  |
| Abstentions    | Abstentions    | Abstentions              | 40 406  | 14,12 %    | 32 981  | 11,53 %    |  |  |
| Votants        | Votants        | Votants                  | 245 782 | 85,88 %    | 253 044 | 88,47 %    |  |  |
|                |                |                          |         |            |         |            |  |  |
|                |                |                          |         | % votants  |         | % votants  |  |  |
| Blancs ou nuls | Blancs ou nuls | Blancs ou nuls           | 2 568   | 1,04 %     | 3 481   | 1,38 %     |  |  |
| Exprimés       | Exprimés       | Exprimés                 | 243 214 | 98,96 %    | 249 563 | 98,62 %    |  |  |

### 1969
L'élection présidentielle de 1969 est une élection anticipée à la suite de la démission de De Gaulle. La gauche se lance désunie dans la course et, bien que Duclos (PCF) manque de le devancer, c'est le président par intérim Poher qui accède au second tour face à l'ex-Premier ministre Pompidou. Alors que Duclos refuse d'appeler à voter au second tour pour « bonnet blanc ou blanc bonnet », Pompidou est finalement largement élu.
Dans la Sarthe, Georges Pompidou arrive en tête du premier tour avec 41,2 % des exprimés, suivi de Alain Poher (26,94 %), Jacques Duclos (21,55 %), Gaston Defferre (4,63 %) et Michel Rocard (3,52 %). Au second tour, les électeurs ont voté à 54,1 % pour Georges Pompidou contre 45,9 % pour Alain Poher avec un taux de participation de 68,35 % des inscrits.
|                | UDR            | Georges Pompidou | 86 760  | 41,2 %     | 94 858  | 54,1 %     |  |  |
|                | CD             | Alain Poher      | 56 730  | 26,94 %    | 80 492  | 45,9 %     |  |  |
|                | PC             | Jacques Duclos   | 45 388  | 21,55 %    |         |            |  |  |
|                | SFIO           | Gaston Defferre  | 9 745   | 4,63 %     |         |            |  |  |
|                | PSU            | Michel Rocard    | 7 409   | 3,52 %     |         |            |  |  |
|                | SE             | Louis Ducatel    | 2 872   | 1,36 %     |         |            |  |  |
|                | LC             | Alain Krivine    | 1 703   | 0,81 %     |         |            |  |  |
|                |                |                  |         |            |         |            |  |  |
|                |                |                  | Nombre  | % inscrits | Nombre  | % inscrits |  |  |
| Inscrits       | Inscrits       | Inscrits         | 272 996 |            | 272 856 |            |  |  |
| Abstentions    | Abstentions    | Abstentions      | 59 301  | 21,72 %    | 86 364  | 31,65 %    |  |  |
| Votants        | Votants        | Votants          | 213 695 | 78,28 %    | 186 492 | 68,35 %    |  |  |
|                |                |                  |         |            |         |            |  |  |
|                |                |                  |         | % votants  |         | % votants  |  |  |
| Blancs ou nuls | Blancs ou nuls | Blancs ou nuls   | 3 088   | 1,45 %     | 11 142  | 5,97 %     |  |  |
| Exprimés       | Exprimés       | Exprimés         | 210 607 | 98,55 %    | 175 350 | 94,03 %    |  |  |

### 1965
L'élection présidentielle de 1965 est la première élection au suffrage universel direct à la suite du référendum d'octobre 1962. De Gaulle est mis en ballottage, à la surprise générale, par Mitterrand, candidat unique de la gauche. La campagne du second tour est axée sur l'Europe et les relations internationales ainsi que sur l'armement nucléaire. De Gaulle est finalement réélu avec une large avance.
Dans la Sarthe, Charles de Gaulle arrive en tête du premier tour avec 42,67 % des exprimés, suivi de François Mitterrand (32,57 %), Jean Lecanuet (17,49 %), Jean-Louis Tixier-Vignancour (4,25 %) et Pierre Marcilhacy (1,87 %). Au second tour, les électeurs ont voté à 53,55 % pour Charles de Gaulle contre 46,45 % pour François Mitterrand avec un taux de participation de 85,14 % des inscrits.
|                | UNR            | Charles de Gaulle            | 95 960  | 42,67 %    | 118 383 | 53,55 %    |  |  |
|                | CIR            | François Mitterrand          | 73 254  | 32,57 %    | 102 672 | 46,45 %    |  |  |
|                | MRP            | Jean Lecanuet                | 39 342  | 17,49 %    |         |            |  |  |
|                | SE             | Jean-Louis Tixier-Vignancour | 9 550   | 4,25 %     |         |            |  |  |
|                | PLE            | Pierre Marcilhacy            | 4 212   | 1,87 %     |         |            |  |  |
|                | SE             | Marcel Barbu                 | 2 573   | 1,14 %     |         |            |  |  |
|                |                |                              |         |            |         |            |  |  |
|                |                |                              | Nombre  | % inscrits | Nombre  | % inscrits |  |  |
| Inscrits       | Inscrits       | Inscrits                     | 267 118 |            | 266 850 |            |  |  |
| Abstentions    | Abstentions    | Abstentions                  | 39 435  | 14,76 %    | 39 665  | 14,86 %    |  |  |
| Votants        | Votants        | Votants                      | 227 683 | 85,24 %    | 227 185 | 85,14 %    |  |  |
|                |                |                              |         |            |         |            |  |  |
|                |                |                              |         | % votants  |         | % votants  |  |  |
| Blancs ou nuls | Blancs ou nuls | Blancs ou nuls               | 2 792   | 1,23 %     | 6 130   | 2,7 %      |  |  |
| Exprimés       | Exprimés       | Exprimés                     | 224 891 | 98,77 %    | 221 055 | 97,3 %     |  |  |